# Chris Walas
Christopher Walas (Chicago, Illinois, 1955) é um artista de efeitos especiais, maquilhador e cineasta americano que criou a criação em Industrial Light & Magic.

## Obras
Chris Walas participou como artista de efeitos especiais:
- Piranha (1978)
- Up from the Depths (1979)
- O Monstro (Humanoids from the Deep) (1980)
- O Aeroplano (Airplane) (1980)
- O Dragão do Lago de Fogo (Dragonslayer) (1981)
- Gremlins - O Pequeno Monstro (Gremlins) (1984)
- Os Inimigos (Enemy Mine) (1985)
- A Mosca (The Fly) (1986)
- Uma Casa Alucinante - Parte 2 (House II) (1987)
- A Mosca II (The Fly II) (1989)
- Aracnofobia (Arachnophobia) (1990)
- Curse III: Blood Sacrifice (1991)
- O Festim Nu (Naked Lunch) (1991)

Chris Walas participou como maquilhador:
- A Ilha dos Homens Peixes (L'isola degli uomini pesce) (1979)
- Galaxina, a Mulher do Ano 3000 (Galaxina) (1980)
- Scanners (1981)
- O Homem das Cavernas (Caveman) (1981)
- Os Salteadores da Arca Perdida (Raiders of the Lost Ark) (1981)
- Gremlins - O Pequeno Monstro (Gremlins) (1984)
- Os Inimigos (Enemy Mine) (1985)
- O Beijo Mortal (The Kiss) (1988)
- Terror nas Profundidades (DeepStar Six) (1989)
- Contos de Arrepiar (Tales from the Crypt) (1989-1996)
- Assassino Virtual (Virtuosity) (1995)
- Jade (1995)
- Dark Heaven (2002)

Chris Walas participou como cineasta:
- A Mosca II (The Fly II) (1989)[1]
- Contos de Arrepiar (Tales from the Crypt) (1989-1996)
- The Vagrant (1992)